# 1897 في الولايات المتحدة
فيما يلي قوائم الأحداث التي وقعت خلال عام 1897 في الولايات المتحدة.

## سياسة

### تعيين في المنصب
- 1 يناير – كارتر هاريسون عمدة شيكاغو [الإنجليزية]‏.
- 6 يناير – فرانك أرلينغتون بريغز حاكم شمال داكوتا [الإنجليزية]‏.
- 11 يناير – جون رايلي تانر حاكم إلينوي [الإنجليزية]‏.
- 12 يناير – ألفا آدامز Governor of Colorado [الإنجليزية]‏.
- 18 يناير – وليام هاسلدن اليرب حاكم كارولينا الجنوبية [الإنجليزية]‏.
- 4 مارس – إيدا مكينلي السيدة الأولى للولايات المتحدة.
- 4 مارس – تشارلز فيربانكس عضو مجلس الشيوخ الأمريكي.
- 4 مارس – جورج أتكينسون حاكم فرجينيا الغربية  [لغات أخرى]‏.
- 4 مارس – جوزيف فوراكر عضو مجلس الشيوخ الأمريكي.
- 4 مارس – ويليام ماكينلي رئيس الولايات المتحدة.
- 5 مارس – جوزيف ماكينا نائب عام الولايات المتحدة.
- 6 مارس – جون ديفيس طويل الأمين العام.
- 6 مارس – جون شيرمان وزير الخارجية الأمريكي.

### انتهاء فترة المنصب
- 11 يناير – جون هارت ماكجرو حاكم واشنطن [الإنجليزية]‏.
- 12 يناير – الياس كار حاكم كارولينا الشمالية [الإنجليزية]‏.
- 4 مارس – جروفر كليفلاند رئيس الولايات المتحدة.
- 4 مارس – فرانسيس كليفلاند السيدة الأولى للولايات المتحدة.
- 5 مارس – ريتشارد أولني وزير الخارجية الأمريكي.
- 5 مارس – وليام لاين ويلسون مدير مكتب البريد العام في الولايات المتحدة [الإنجليزية]‏.

## كتب
من الكتب التي صدرت هذه السنة في الولايات المتحدة:
- 1 يناير – مساواة من تأليف إدوارد بيلامي.

## مواليد

### يناير
- 1 يناير – بين هارداواي ممثل أمريكي.
- 1 يناير – هنري جونسون
- 1 يناير – هنري وارد
- 3 يناير – ماريون ديفيز[1]
- 22 يناير – روزا بونسيل[2]
- 23 يناير – ديفيد بوسورث

### فبراير
- 10 فبراير – جون إندرز[3]
- 27 فبراير – ماريان أندرسون[4]

### أبريل
- 7 أبريل – والتر وينشل[5]
- 12 أبريل – هارولد ثروكمورتون لاعب كرة مضرب أمريكي.
- 24 أبريل – بنيامين لي وورف[6]
- 30 أبريل – نويل ماديسون ممثل أمريكي.

### مايو
- 25 مايو – جين توني ملاكم من الولايات المتحدة الأمريكية.[7]

### يونيو
- 5 يونيو – تشارلز هارتشورن[8]
- 19 يونيو – مو هاورد[9]
- 28 يونيو – ماري أندرسون ممثلة أمريكية.

### يوليو
- 3 يوليو – جيسي دوغلاس[10]
- 10 يوليو – جون جيلبرت[11]
- 24 يوليو – أميليا إيرهارت[12]

### أغسطس
- 6 أغسطس – كينيث ميلر ادامز فنان أمريكي.[13]
- 31 أغسطس – فريدريك مارج[14]

### سبتمبر
- 5 سبتمبر – موريس كارنوفسكي سياسي أمريكي.[15]
- 6 سبتمبر – توم فلوري لاعب كرة قدم أمريكي.[16]
- 8 سبتمبر – جيمي رودجرز[17]
- 16 سبتمبر – ميلت فرانكلين ملحن من الولايات المتحدة الأمريكية.[18]
- 22 سبتمبر – تشارلي بيلكنتون ملاكم من الولايات المتحدة الأمريكية.
- 25 سبتمبر – ويليام فوكنر كاتب أمريكي.[19]

### أكتوبر
- 2 أكتوبر – باد أبوت
- 6 أكتوبر – جيروم كوان ممثل من الولايات المتحدة.[20]
- 6 أكتوبر – فلورنس باربارا سيبرت عالمة كيمياء حيوية من الولايات المتحدة الأمريكية.[21]
- 7 أكتوبر – إلايجا محمد[22]
- 11 أكتوبر – راسل كولينز[23]
- 15 أكتوبر – تشيت براندنبورغ ممثل من الولايات المتحدة الأمريكية.[24]
- 21 أكتوبر – لويد هيوز ممثل أمريكي.[25]

### نوفمبر
- 2 نوفمبر – ريتشارد راسيل سياسي أمريكي.[26]
- 9 نوفمبر – إدغار أندرسون عالم نبات أمريكي.[27]
- 11 نوفمبر – جوردون ألبورت عالم نفس أمريكي.[28]
- 17 نوفمبر – إدي بيكر ممثل أمريكي.[29]
- 29 نوفمبر – جون ألكسندر ممثل أمريكي.[30]

### ديسمبر
- 4 ديسمبر – روبرت ردفيلد عالم بعلوم الإنسان من الولايات المتحدة الأمريكية.[31]
- 14 ديسمبر – مارغريت سميث سياسية من الولايات المتحدة الأمريكية.[32]

## وفيات

### يناير
- 1 يناير – هاريسون ألين (مواليد 1841)[33]
- 5 يناير – فرنسيس والكر (مواليد 1840)[34]

### فبراير
- 13 فبراير – جون راندولف تاكر (مواليد 1823) سياسي أمريكي.[35]

### أبريل
- 12 أبريل – إدوارد درينكر كوب (مواليد 1840)[36]

### مايو
- 14 مايو – جون لويل (مواليد 1824) سياسي أمريكي.[37]
- 20 مايو – هوراشيو الملك (مواليد 1811) سياسي من الولايات المتحدة الأمريكية.[38]

### يونيو
- 9 يونيو – ألفان غراهام كلارك (مواليد 1832) عالم فلك أمريكي.[39]

### سبتمبر
- 27 سبتمبر – جورج م. روبسون (مواليد 1829) سياسي أمريكي.[40]

### أكتوبر
- 19 أكتوبر – جورج بولمان (مواليد 1831)[41]
- 29 أكتوبر – هنري جورج (مواليد 1839) عالم اقتصاد أمريكي.[42]

### ديسمبر
- 11 ديسمبر – غاردينر غرين هوبارد (مواليد 1822) محامي أمريكي.[43]